# Trần Bảo Liên
Trần Bảo Liên (chữ Hán: 陳寶蓮; tên tiếng Anh: Pauline Chan; sinh 23 tháng 5 năm 1973, mất 31 tháng 7 năm 2002) là một nữ diễn viên Hồng Kông. Cô đóng phim cấp III từ hồi còn rất trẻ và từng nổi tiếng như một biểu tượng tình dục ở các nước nói tiếng Hoa hồi thập niên 90. 

## Sự nghiệp
Trần Bảo Liên sinh ở Thượng Hải. Năm cô 4 tuổi, ba mẹ ly dị. Năm 12 tuổi, cô cùng mẹ chuyển đến Hồng Kông. Cô bước vào đời bằng công việc người mẫu thời trang bán thời gian ở tuổi 15..
Năm 1990, cô tham dự cuộc thi hoa hậu Á Châu. Tuy không được giải, nhưng với chiều cao 1m75 cùng một thân hình người lớn so với tuổi, cô đã được những nhà làm phim cấp III chú ý. Và chỉ một thời gian sau, khi vừa 18 tuổi, cô bước vào con đường đóng phim dành cho người lớn với phim Đằng sau khung cửa hồng (Behind the Pink Door). Người đóng vai trò quan trọng trong việc đưa cô đóng loại phim này là mẹ của cô, bà đã đặt bút ký hợp đồng để mong có một cuộc sống đỡ vất vả. Nhờ công việc này, cô đã kiếm được nhiều tiền để trang trải cho gia đình..
Đến năm 1992, cô tạm rút khỏi hàng ngũ diễn viên cấp III để đi vào lĩnh vực ca hát nhưng không thành công.
Năm 1993, cô yêu Mạc Thiếu Thông nhưng mối tình này chỉ tồn tại được 2 năm.
Tính tới năm 1997, Trần Bảo Liên đã cho ra đời hơn 25 bộ phim được xếp hạng III tại Hồng Kông, trở thành một "biểu tượng tình dục" một thời.

## Suy sụp
Năm 1997 cô có quan hệ tình cảm với Hoàng Nhiệm Trung (黃任中), một tay chơi nức tiếng Đài Loan thời đó, già hơn cô nhiều tuổi. Mọi người thường cho rằng cô yêu người này vì tiền, nhưng sự thật không phải vậy. Do tuổi thơ thiếu vắng tình cha, cô thường gọi Hoàng là "cha nuôi" và về sau đã yêu ông chân thành. Cô đến Đài Bắc sống chung như vợ chồng với họ Hoàng cho đến khi hai người chia tay năm 1999. Trước khi tạ từ, ông Hoàng đã lo thủ tục cho cô sang Anh du học và chu cấp 3 triệu Đài tệ. Tuy nhiên, từ đó, Bảo Liên đã mất hết niềm tin vào cuộc đời.
Do bị tổn thương nặng nề trong tình cảm, lại bị bạn bè xa lánh, cô tìm đến ma tuý. Cô từng nhiều lần phải nhập viện vì dùng ma tuý quá độ. Cô bắt đầu lối sống buông thả tại Nhật Bản, Anh, Canada, Hồng Kông. Thời gian này, cô đã gặp cũng như gây ra nhiều vụ rắc rối. Tháng 5 năm 1998, trong lúc vui chơi tại một quán bar ở Đài Loan, cô đã cãi lộn với những người trong quán, dẫn đến bị đánh thương tích phải nhập viện. Có lúc xuất hiện trong một chương trình phỏng vấn trên đài truyền hình, do không tự chủ được mình, cô đã cắt mạch máu tay để tự sát, nhưng được mọi người đưa đi cấp cứu kịp thời. Cô cũng thường gây ra hỏa hoạn tại nơi mình thuê ở. Cuối năm 1999, cô bị bỏ tù ngắn hạn tại Vương quốc Anh vì đã đánh vô cớ một người ở nơi công cộng.
Nhiều quốc gia nơi cô đến du lịch đã trục xuất cô vì hồ sơ nhập cảnh không phải phép. Tháng 3 năm 2000, vì từng có những hành vi phá hoại tài sản khách sạn, không nơi đâu cho cô ở trọ. Cô lang bạt trên đường phố suốt hai ngày, sau đó được đưa vào bệnh viện cấp cứu vì sử dụng ma túy quá liều.
Năm 2001, Bảo Liên quen một DJ tên Lincoln trong công ty đĩa hát Sĩ Cao, Đài Loan. Yêu nhau chưa đầy nửa năm, hai người đã chia tay. Lúc này, phát hiện mình có thai nên cô quyết định về Thượng Hải tu dưỡng, chờ ngày sinh con. Nhưng khi làm mẹ chưa được một tháng thì cô đã tự sát.

## Qua đời
Trần Bảo Liên tự sát vào ngày 31 tháng 7 năm 2002, tại Thượng Hải, nơi cô sinh ra đời. Cô chết sau khi gieo mình từ lầu 24 của khách sạn xuống đất. Theo lời nhân chứng, lúc chết cô mặc một bộ áo ngủ màu trắng, đi chân đất và không trang điểm. Cô có để lại một bức thư tạm biệt với những người bạn như Tăng Chí Vỹ, Lương Gia Huy, Huỳnh Bách Minh, Trần Bách Tường...ngoài ra còn nhắc tới Hoàng Nhiệm Trung, người yêu cũ và khuyên ông nên giữ gìn sức khỏe. Hoàng Nhiệm Trung cũng có bài phát biểu với giới truyền thông sau khi cô chết, rằng cô đã có biểu hiện khó hiểu và đã lạm dụng thuốc từ năm 1998, song cô đã cố gắng thay đổi để yêu ông..
Đứa bé trai do Bảo Liên sinh ra trước khi tự sát 1 tháng là con ngoài hôn thú, chưa được đặt tên cho đến khi mẹ nó qua đời. Trong thư tuyệt mệnh, cô nhờ mọi người tìm cha của bé là Lincoln, tình nhân vừa mới chia tay, 25 tuổi, người Đài Loan mang quốc tịch Mỹ. Khi biết tin cô tự sát, Lincoln đã xúc động mạnh. Anh tuyên bố rằng nếu kết quả xét nghiệm DNA cho thấy đứa bé là con anh thì anh xin chịu hoàn toàn trách nhiệm nuôi dưỡng. Lincoln xuất thân trong một gia đình trung lưu, trong thời điểm đó, cha mẹ anh sinh sống tại Mỹ, còn anh đang thất nghiệp..
Đám tang của cô diễn ra trang trọng vào ngày 3 tháng 8 năm 2002. Thi thể của cô sau đó đã được hỏa thiêu..

## Phim đã đóng
- Queen of Underworld (1991)
- Erotic ghost story 3 (1992)
- Escape from Brothel (1992)
- Behind the pink door (1992)
- Devil of rape (1992)
- The girls from China (1992)
- It's now or never (1992)
- Girls without tomorrow (1992)
- All over the world (1993)
- Flying dagger (1993)
- Love is over (1993)
- A man of Nasty Spirit (1993)
- Run for life - Ladies From China (1993)
- Sex for sale (1993)
- Kiếm nô truyền kỳ (1993)
- Whores from the North (1993)
- A Wild Party (1993)
- Dream Lovers (1994)
- From Beijing with Love (1994)
- A Sudden Love (1995)
- Boy's? (1996)
- Hong Kong Showgirls (1996)
- Once upon a time in triad society (1996)
- 02:00 a.m. (1997)
- Passionate nights (1997)
- Flowers of Shanghai (TAIWAN 1999)(voice)
- Hunting Evil Spirit (1999)
- Paramount Motel (2000)